# Katsuo Takaishi
Katsuo Takaishi (高石 勝男), né le 14 octobre 1906 à Osaka et mort le 12 avril 1966 dans la même ville, d'un cancer du poumon, est un ancien nageur japonais.

## Jeux olympiques
Aux Jeux olympiques d'été de 1924 à Paris, il est engagé en nage libre sur le 100 mètres, le 400 mètres, le 1 500 mètres et dans le relais 4 × 200 mètres. Au 100 mètres, il réalise 1 min 4 s en séries, premier de sa course il est qualifié pour les demi-finales. Là, il nage 1 min 2 s 40 et entre en finale au titre de meilleur troisième. Il termine 5e et dernier en 1 min 3 s. Sur le 400 mètres, il déclare forfait. Au 1 500 mètres, il termine deuxième de sa série en 22 min 43 s 20 et se qualifie pour les demi-finales. À nouveau deuxième de sa course en 21 min 4 s 60, il entre en finale où il termine à nouveau 5e et dernier en 22 min 10 s 40. Le relais japonais 4 × 200 mètres nage libre termine deuxième de sa série en 10 min 24 s 20 et se qualifie pour les demi-finales. Il entre en finale au titre de meilleur troisième avec un temps de 10 min 12 s 40. Là, il termine au pied du podium en 10 min 15 s 20 à 9 secondes du relais suédois, arrivé troisième.
- Jeux olympiques d'été de 1928 à Amsterdam
  -  Médaille d'argent en relais 4 × 200m libre.
  -  Médaille de bronze sur 100 m libre.